# Mohammed Siraj
Mohammed Siraj, né le 13 mars 1994 à Hyderabad, est un joueur de cricket international indien qui a fait ses débuts dans l'équipe nationale de cricket en 2017 en tant que fast-bowler du bras droit. Il représente les Royal Challengers Bangalore dans l'Indian Premier League et fait partie de l'équipe de Hyderabad pour le cricket national. En octobre 2023, Siraj occupe la deuxième place au classement mondial du Conseil international du cricket des bowlers (en) du One-day International.